# Seznam českých hráčů v NHL v sezóně 1995/1996
Toto je seznam hráčů Česka a jejich statistiky v sezóně 1995/1996 NHL.

| Tým                     | Věk | Hráč             | Post | Počet zápasů | Branky | Asistence | Body | Počet zápasů v play off | Branky v play off | Asistence v play off | Body v play off |
| ----------------------- | --- | ---------------- | ---- | ------------ | ------ | --------- | ---- | ----------------------- | ----------------- | -------------------- | --------------- |
| Pittsburgh Penguins     | 23  | Jaromír Jágr     | F    | 82           | 62     | 87        | 149  | 18                      | 11                | 12                   | 23              |
| Pittsburgh Penguins     | 24  | Petr Nedvěd      | F    | 80           | 45     | 54        | 99   | 18                      | 10                | 10                   | 20              |
| Washington Capitals     | 29  | Michal Pivoňka   | F    | 73           | 16     | 65        | 81   | 6                       | 3                 | 2                    | 5               |
| Montreal Canadiens      | 24  | Martin Ručinský  | F    | 78           | 29     | 46        | 75   | Ne                      |                   |                      |                 |
| Tampa Bay Lightning     | 21  | Roman Hamrlík    | D    | 82           | 16     | 49        | 65   | 5                       | 0                 | 1                    | 1               |
| Tampa Bay Lightning     | 31  | Petr Klíma       | F    | 67           | 22     | 30        | 52   | 4                       | 2                 | 0                    | 2               |
| Hartford Whalers        | 28  | Robert Kron      | F    | 77           | 22     | 28        | 50   | Ne                      |                   |                      |                 |
| Florida Panthers        | 23  | Martin Straka    | F    | 77           | 13     | 30        | 43   | 13                      | 2                 | 2                    | 4               |
| New Jersey Devils       | 19  | Petr Sýkora      | F    | 63           | 18     | 24        | 42   | Ne                      |                   |                      |                 |
| Ottawa Senators         | 19  | Radek Bonk       | F    | 76           | 16     | 19        | 35   | Ne                      |                   |                      |                 |
| New Jersey Devils       | 24  | Bobby Holík      | F    | 63           | 13     | 17        | 30   | Ne                      |                   |                      |                 |
| Philadelphia Flyers     | 29  | Petr Svoboda     | D    | 73           | 1      | 28        | 29   | 12                      | 0                 | 6                    | 6               |
| Florida Panthers        | 18  | Radek Dvořák     | F    | 77           | 13     | 14        | 27   | 16                      | 1                 | 3                    | 4               |
| Los Angeles Kings       | 25  | Robert Lang      | F    | 68           | 6      | 16        | 22   | Ne                      |                   |                      |                 |
| Los Angeles Kings       | 24  | Jaroslav Modrý   | D    | 73           | 4      | 17        | 21   | Ne                      |                   |                      |                 |
| Vancouver Canucks       | 26  | Josef Beránek    | F    | 61           | 6      | 14        | 20   | 3                       | 2                 | 1                    | 3               |
| San Jose Sharks         | 22  | Michal Sýkora    | D    | 79           | 4      | 16        | 20   | Ne                      |                   |                      |                 |
| Edmonton Oilers         | 24  | Jiří Šlégr       | D    | 57           | 4      | 13        | 17   | Ne                      |                   |                      |                 |
| Ottawa Senators         | 20  | Stanislav Neckář | D    | 82           | 3      | 9         | 12   | Ne                      |                   |                      |                 |
| San Jose Sharks         | 23  | Jan Čaloun       | F    | 11           | 8      | 3         | 11   | Ne                      |                   |                      |                 |
| Buffalo Sabres          | 20  | Michal Grošek    | F    | 23           | 6      | 4         | 10   | Ne                      |                   |                      |                 |
| Vancouver Canucks       | 27  | František Kučera | D    | 54           | 3      | 6         | 9    | 6                       | 0                 | 1                    | 1               |
| San Jose Sharks         | 20  | Vlastimil Kroupa | D    | 27           | 1      | 7         | 8    | Ne                      |                   |                      |                 |
| St. Louis Blues         | 19  | Roman Vopat      | F    | 25           | 2      | 3         | 5    | Ne                      |                   |                      |                 |
| Los Angeles Kings       | 22  | Jan Vopat        | D    | 11           | 1      | 4         | 5    | Ne                      |                   |                      |                 |
| Mighty Ducks of Anaheim | 24  | Miloš Holaň      | D    | 16           | 2      | 2         | 4    | Ne                      |                   |                      |                 |
| Ottawa Senators         | 31  | František Musil  | D    | 65           | 1      | 3         | 4    | Ne                      |                   |                      |                 |
| New York Islanders      | 26  | Milan Tichý      | D    | 8            | 0      | 4         | 4    | Ne                      |                   |                      |                 |
| Toronto Maple Leafs     | 20  | Zdeněk Nedvěd    | F    | 7            | 1      | 1         | 2    | Ne                      |                   |                      |                 |
| Calgary Flames          | 20  | Ladislav Kohn    | F    | 5            | 1      | 0         | 1    | Ne                      |                   |                      |                 |
| Buffalo Sabres          | 30  | Dominik Hašek    | G    | 59           | 0      | 1         | 1    | Ne                      |                   |                      |                 |
| Colorado Avalanche      | 19  | Josef Marha      | F    | 2            | 0      | 1         | 1    | Ne                      |                   |                      |                 |
| Hartford Whalers        | 20  | Marek Malík      | D    | 7            | 0      | 0         | 0    | Ne                      |                   |                      |                 |
| Buffalo Sabres          | 19  | Václav Varaďa    | F    | 1            | 0      | 0         | 0    | Ne                      |                   |                      |                 |
| New Jersey Devils       | 19  | Patrik Eliáš     | F    | 1            | 0      | 0         | 0    | Ne                      |                   |                      |                 |

- F = Útočník
- D = Obránce
- G = Brankář